# HMNZS Canterbury (L421)

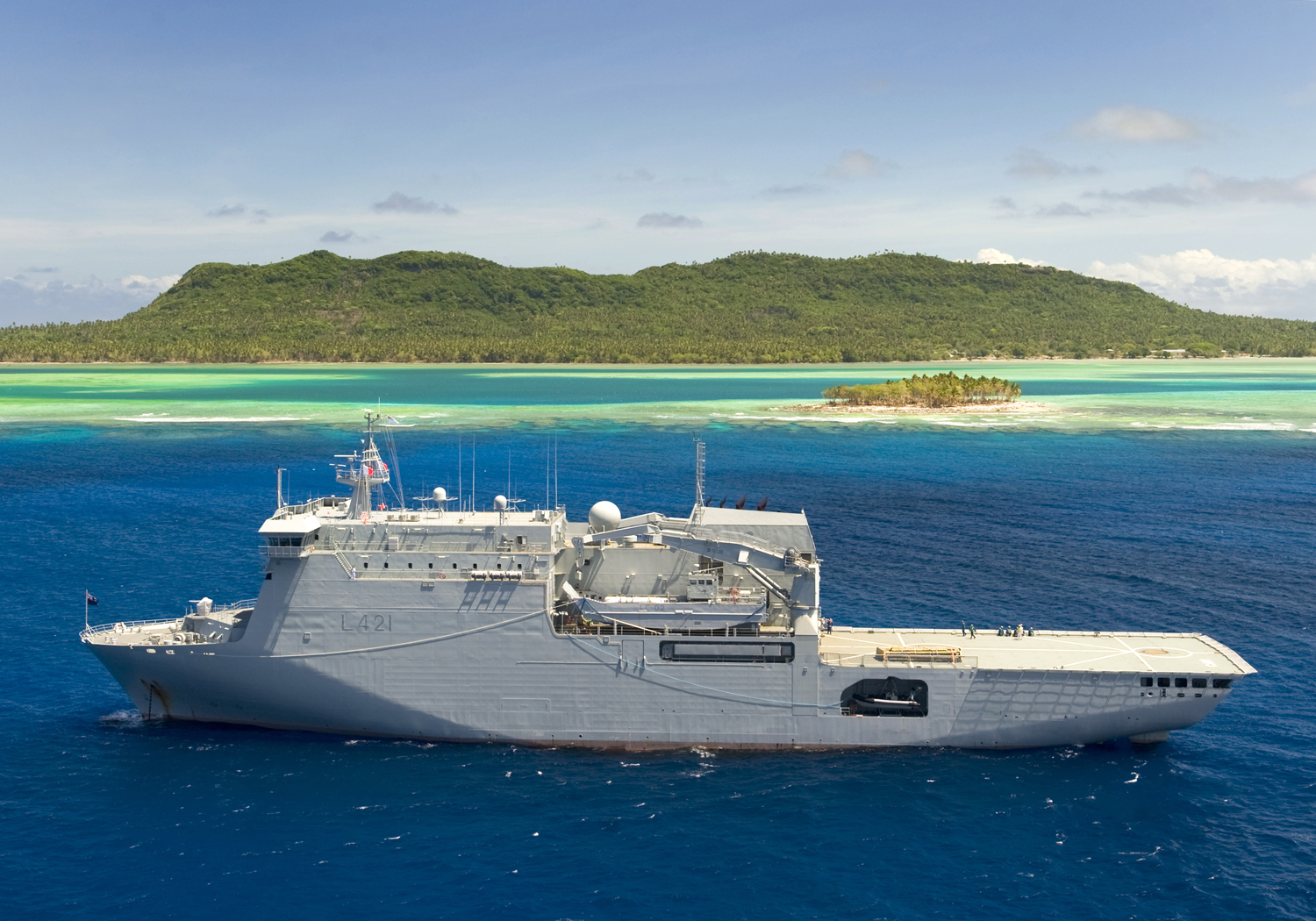
"Кантербері" у водах архіпелагу Самоа, 2011 рік

"Кентербері" (HMNZS Canterbury) - багатофункціональне судно Королівського новозеландського військового  флоту,  введене в експлуатацію у червні 2007 року. Другий носій цієї назви (на честь регіону Нової Зеландії) у її флоті. Це перше новозеландське судно для стратегічних морських перевезень. 

## Планування та проектування
Ще в 1988 році Королівський новозеландський військовий  флот виявив потребу у засобах для здійснення морських перевезень у Південній частині Тихого океану. У 1995 році це призвело до введення в експлуатацію судна "Чарльз Упхем" (HMNZS Charles Upham). Подальша неспроможність кількох  урядів, виділити  фінансування на необхідне переобладнання,  призвело до того, що "Чарльз Упхем" був проданий у 2001 році. 
У той же час новообраний уряд лейбористів наказав військово-морському флоту виключити можливість придбання третього фрегата з Огляду морських сил, у той час як вимога забезпечення морських перевезень була визначена як пріоритетна. 

## Будівництво
На будівництво судна було надано замовлення суднобудівним заводам Merwede у Нідерландах, корабельні "Тенікс" у Вільямстауні (передмістя Мельбурну), за проектом на основі цивільного ролера "Ben my Chree". Однак вибір відповідної конструкції пізніше піддавався критиці оскільки він обмежував функціональність судна за умов відкритого моря у штормову погоду, а не прибережних умовах, для яких був призначений "Ben my Chree".  
Кіль був закладений 6 вересня 2005 року, а судно було успішно спущено на воду 11 лютого 2006 року. Корабель пройшов початкові морські випробування в Нідерландах і прибув до Австралії наприкінці серпня 2006 року для оснащення військовим обладнанням. Остаточне приймання було відкладено через зміни у судновому госпіталі та несвоєчасну доставку документації.   Були також постійні зауваження, переговори та переробка конструкції для її  надійності за штормових умов, сумніви щодо чого з'явилися під час першої подорожі до Австралії, а ще до фактичного завершення будівництва. 
"Кентербері" був прийнятий урядом Нової Зеландії 31 травня 2007 року, і включений до складу флоту а на замовлення 12 червня 2007 року в Порт-Мельбурні, Австралія, прем'єр-міністром Нової Зеландії Хелен Кларк .   Будівництва судна коштувало 130 мільйонів доларів. 
"Кентербері" був з укріпленим для виконання функцій криголама корпусом, що дозволило йому  діяти в субантарктичних водах, де Нова Зеландія управляє декількома островами, і де "Кентербері" забезпечує діяльність наукових експедицій. 
Судно зазнало проблем з моменту доставки, воно потрапило у низку інцидентів і вважалося менш морехідним, ніж передбачали технічні характеристики. В 2008 році було підраховано, що як мінімум  20 мільйонів новозеландських доларів доведеться витратити для досягнення затребуваних оперативних спромолжностей. 

## Історія служби

### Початкові випробування та операції
Після введення в експлуатацію корабель вирушив до порту приписки  Літтелтон, прибувши 28 червня 2007 року. Після кількох днів інавгураційних подій 2 липня "Кентербері". Після візиту вічливості до Тімару та після багатомісячного набору випробувань і навчань в районі Окленду, де судно оперативно базується на військово-морській базі Девонпорт,  воно  ввирушило в субантарктичні води Нової Зеландії, де перебувають співробітниками Департаменту консервації (природоохоронна служба Нової Зеландії). 

## Спроможності

### Озброєння

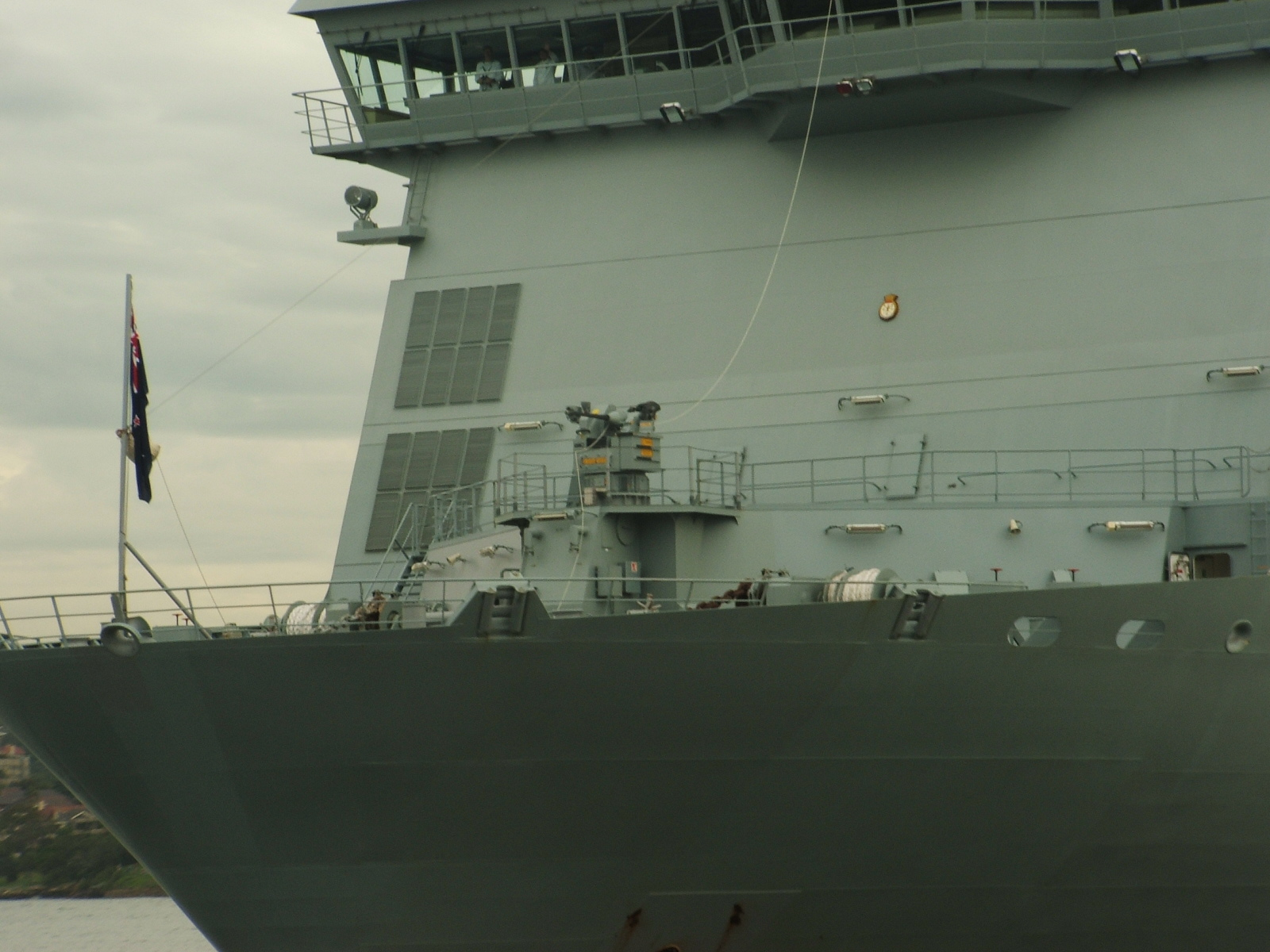
Гармата M242 Bushmaster, основна зброя "Кентербері "

Як судно для морських перевезень, "Кентербері" не призначений для вступу в бій або проведення десантних операцій за умов протидії противника. Корабельне озброєння складається з одного 25  мм гармата M242 Bushmaster, прилаштована до стаціонарного кріплення MSI DS25, двох крупнокаліберних кулеметів та стрілецької зброї . Вони призначені для самозахисту від інших менших суден, а також для виконання службових обов'язків патрулювання в океані (наприклад, перехоплення підозрілих цивільних суден) під час морської блокади. 

### Обладнання

#### Вантаж
Корабель має вантажну площу 1, 451 m², може приймати вантажі через два пандуси, або зі сторони борту, або з корми . 
Орієнтовний вантаж може включати (як один можливий варіант): 14 легких всюдиходів Pinzgauer, 16  бронеттранспортерів LAV, 7 вантажних автомобілів Unimog, 2 машини швидкої допомоги, 2 вантажівки-платформи, 7 причепів транспортних засобів, 2 навантажувачі, 4 мотовсюдиходи та до 33 20-ти  футових контейнери TEU 
Судно обладнанане для розміщення до восьми контейнерів з боєприпасами та до двох з небезпечними матеріалами, а також має розгалужену систему пожежогасіння . 

#### Десантні засоби
На судні також є дві десантні баржі.   Вони мають довжину 23 метри Десантне судно має довжину 23 метри  і водотоннажністю від 55 тонн (порожн) до 100 тонн (завантажений двома бронетраспортерами ). Ними керує екіпаж з трьох осіб. 

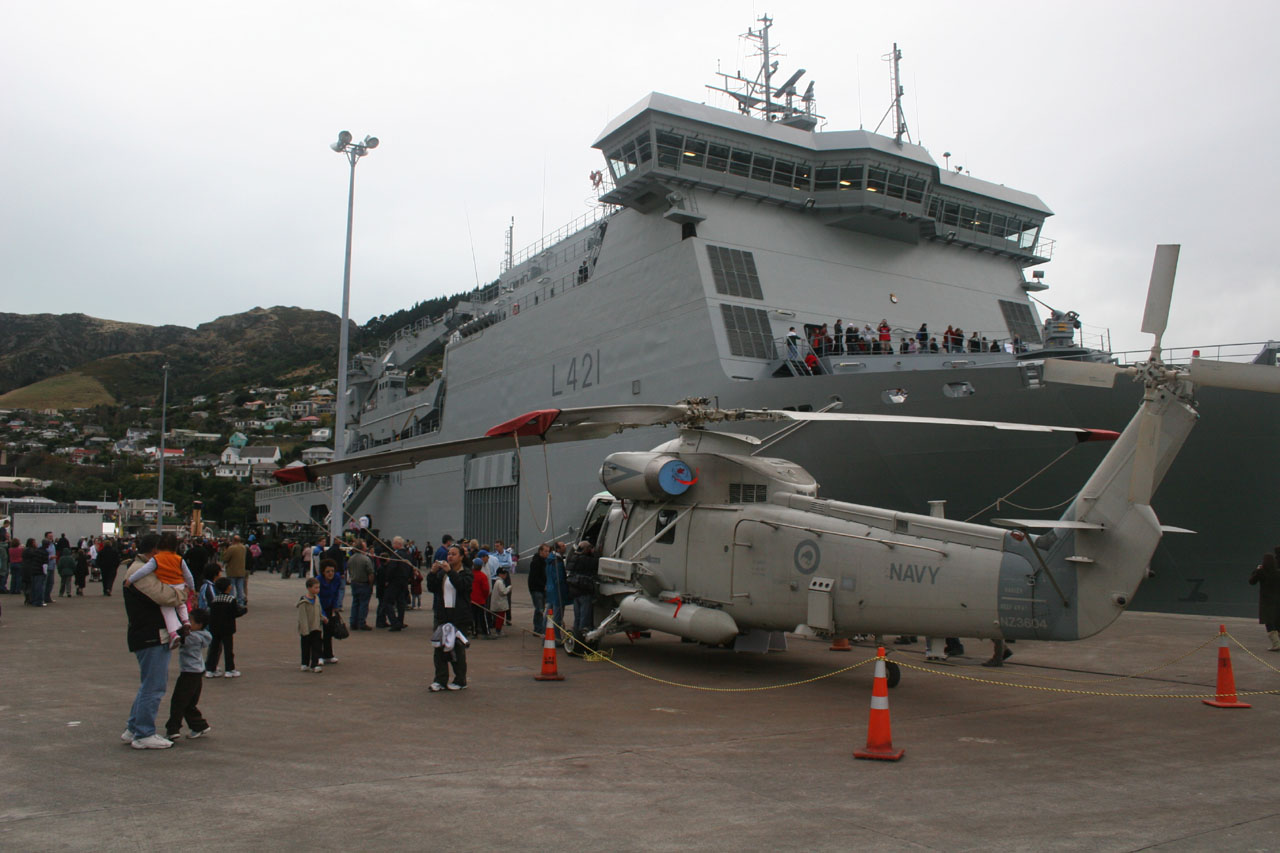
"Кентербері" пришвартований у Літтлтоні у 2007 році. Поряд вертоліт Kaman SH-2G Super Seasprite

#### Обладнання для вертольотів
"Кентербері" може вмістити до чотирьох вертольотів NH90 при перевезенні їх  для підтримки операцій армії Нової Зеландії та ліквідації наслідків катастроф. На судно може оперувати гелікоптером Seasprite SH-2G, а вертольотна палуба здатна прийняти вертоліт розміру Chinook . 

#### Медичні
У "Кентербері" є госпітальне відділення на п'ять ліжок, інфекційний бокс з двома ліжками, операційна, медична лабораторія та морг. 

#### Інше
На кораблі також є спортзал, майстерні, арсенал, а також офіси для взятих на борт офіційних осіь (наприклад, передставників департаменту Консервації чи науковців Національного інституту  ). 

## Проблеми

### Проблеми з жорстко-корпусними надувними човнами
"Кентербері" витримав свій перший сильний шторм 10 липня 2007 року. Тоді судно втратило один із своїх надувних човнів із твердим корпусом (і мало не втратило інший), коли хвилі потрапляли у її відкриті заглиблення для розміщення човнів, поки поблизу Тауранги на шляху до Окленду.  Через тиждень човен був знайдений на березі острова Грейт-Барр'єр, 200 кілометрів на північ.  

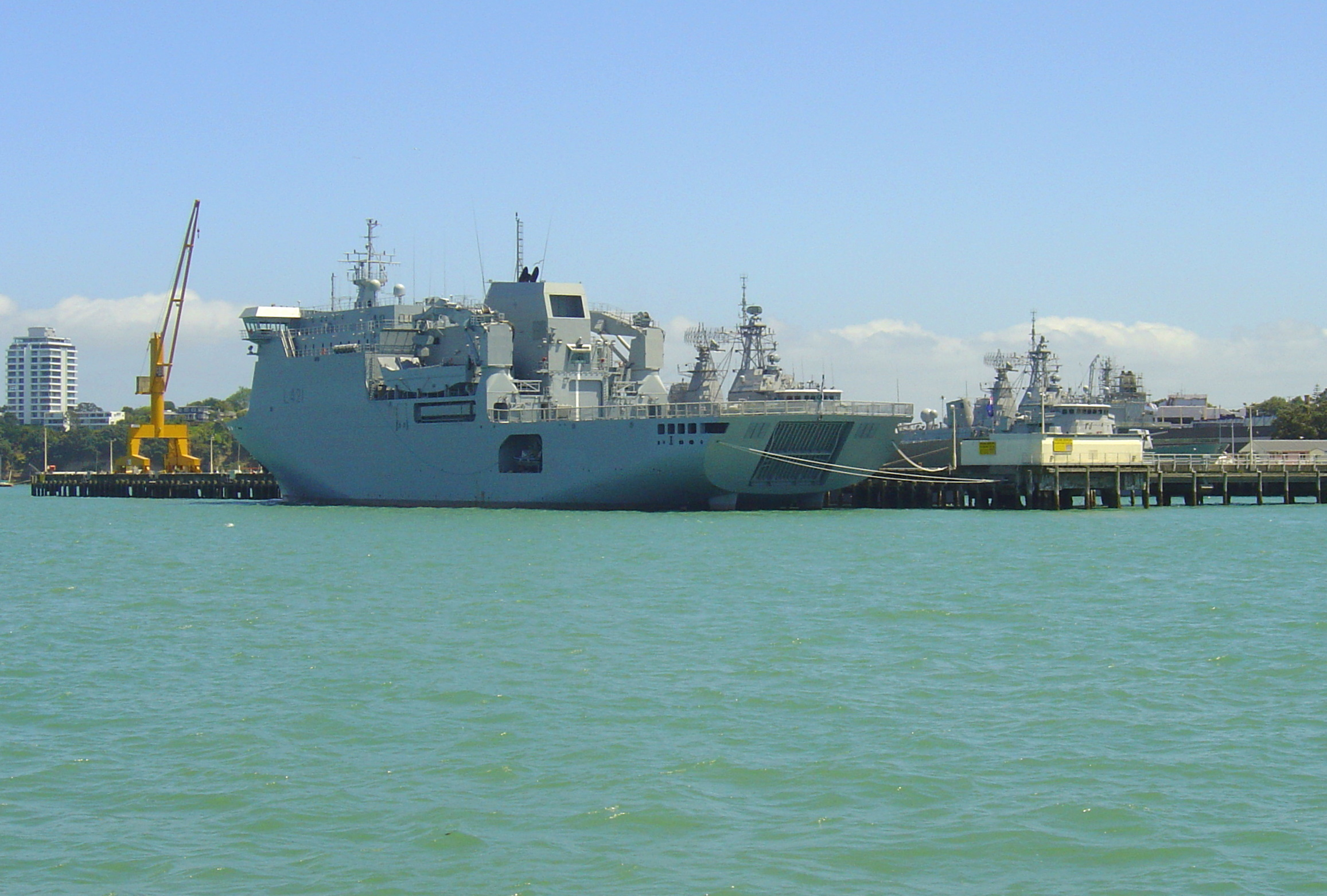
"Кентербері" на причалі військово-морської базі Девонпорт, Окленд, листопад 2007 року, де показано один з човнів, розташований на відстані близько 3 метрів над ватерлінією.

### Спроможність діяти за штормових умов
У вересні 2008 року незалежний огляд безпеки та функціональності судна виявив, що необхідно буде прийняти деякі експлуатаційні обмеження, оскільки його морехідність за умов штормового моря є недостатньою. Зокорема гвинти могли виринати з води, коли судно пересувається під час шторму, що може призвести до пошкодження двигуна. У звіті також рекомендується перемістити корабельні човни (або захистити їх від хвиль, якщо це неможливий) та додати більше баласту або покращити баластуючу систему в "Кентербері" .  
Ці модифікації були здійснені. Низи RHIB тепер далі вперед і вище, і додано більше баласту для допомоги в утриманні моря. Це все було завершено до вправи Тихоокеанського партнерства 2013 року. 